# Norah Jones
Pour les articles homonymes, voir Jones et Shankar.
Norah Jones, née Geethali Norah Jones-Shankar le 30 mars 1979 à New York, est une auteure-compositrice-interprète, musicienne et actrice américaine. Elle est la fille du célèbre joueur de sitar indien Ravi Shankar et de la productrice américaine Sue Jones, et la demi-sœur de la joueuse de sitar Anoushka Shankar. Son œuvre est associée au courant du jazz vocal mais mêle également blues, folk, pop, soul, country et soft rock.

La carrière de Norah Jones est lancée en 2002 avec la sortie de son premier album, Come Away with Me, qui se vend à plus de 20 millions d'exemplaires. La chanteuse reçoit cinq Grammy Awards pour cet album, dont celui de la « meilleure nouvelle artiste ». Son deuxième album, Feels like Home, sort en 2004 ; son troisième album, Not Too Late, sort en 2007 et The Fall - quatrième opus - en 2009. Norah Jones a vendu plus de 40 millions d'albums dans le monde entier. Little Broken Hearts, cinquième album de Jones, est sorti en avril 2012. En 2007, elle débute également une carrière d'actrice en interprétant le rôle principal du film My Blueberry Nights de Wong Kar-wai.

## Biographie

### Jeunesse et formation
Née à New York, Norah Jones est la fille de Ravi Shankar (le joueur de sitar le plus connu en dehors de l'Inde), et de Sue Jones. À la séparation de ses parents, elle part avec sa mère à Grapevine dans la banlieue de Dallas au Texas à l'âge de 4 ans. Dès son plus jeune âge, elle est bercée par les musiques qu'écoute sa mère, dont le jazz et la soul, notamment des artistes comme Bill Evans et Billie Holiday. Dès son enfance, elle prend des leçons de piano et de chant et affûte sa voix dans les chorales des églises.
Norah Jones a étudié à la Booker T. Washington High School for the Performing and Visual Arts et à l'Université du Texas du Nord. Elle se spécialise alors dans le piano jazz et remporte de nombreux prix.
Elle a deux frères et une demi-sœur cadette, Anoushka Shankar, qu'elle découvre à l'âge adulte lorsqu'elle renoue avec son père qui l'avait abandonnée.
En 1999, elle retourne à New York et s’installe à Manhattan. Ayant déjà composé une centaine de chansons, elle écume les pianos-bars de Greenwich Village, un jour artiste, l'autre serveuse. Elle intègre bientôt le groupe Wax Poetic, mais monte rapidement son propre groupe avec Jesse Harris, Lee Alexander et Dan Rieser.

### Premier album et révélation (années 2000)
En janvier 2001, Bruce Lundvall (en) le patron du label Blue Note lui fait signer un contrat avec sa maison de disques mais c’est seulement au printemps 2002 que sort son premier album Come Away with Me. Avec cet album, Norah Jones connaît le succès (20 millions d'exemplaires vendus) et rafle cinq Grammy Awards en 2003, dont ceux du meilleur artiste, meilleur album vocal pop, album de l'année ainsi que enregistrement de l'année et meilleure prestation vocale pop pour la chanson Don't Know Why. La même année, elle joue son propre rôle dans la comédie romantique L'Amour sans préavis, de Marc Lawrence et forme le groupe alt country The Little Willies (en) avec Richard Julian au chant, Jim Campilongo à la guitare, Lee Alexander à la basse et Dan Rieser à la batterie.
En 2004, elle sort son deuxième album Feels like Home qui, loin de reproduire le précédent se tourne plus vers la musique country. L’album se vend à plus d'un million d'exemplaires dans la semaine suivant sa sortie. En 2005, Norah Jones reçoit trois autres Grammy Awards.
Toujours en 2004, elle enregistre également un duo avec Ray Charles. La chanson, intitulée Here We Go Again, obtient deux Grammy Awards : meilleur duo de l'année et meilleure chanson de l'année. Le titre est disponible dans l'album Genius Loves Company, de Ray Charles.
En 2005, elle participe avec Bob Dylan au concert anniversaire des 10 ans du géant de la vente en ligne Amazon. Elle chante en duo avec Dylan sur I Shall Be Released,.
En 2006, elle sort avec son groupe The Little Willies l’album éponyme The Little Willies. Orienté country, cet album est composé pour la majeure partie de reprises (de Willie Nelson, Townes Van Zandt et Kris Kristofferson notamment). C’est le premier album sous son propre label, Milking Bull Records. Elle fait aussi une apparition sur l’album de Mike Patton, Peeping Tom.

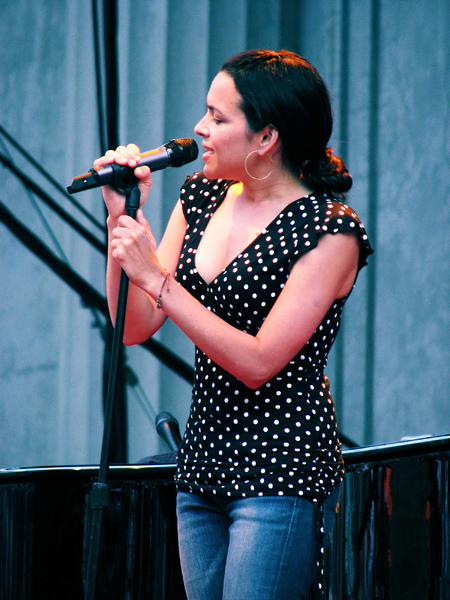
La chanteuse au Greek Theater de Berkeley, Californie, en juin 2007.

En février 2006, le magazine Screen International annonce que Norah Jones devrait faire ses premiers pas au cinéma dans un film de Wong Kar-wai nommé My Blueberry Nights où elle partage l’affiche avec Jude Law et Natalie Portman. C'est le film d'ouverture du festival de Cannes 2007. Il sort en France le 28 novembre 2007.
En mars 2006, elle chante à l'enterrement de Dana Reeve, la veuve de Christopher Reeve, morte d'un cancer à l'âge de 44 ans.

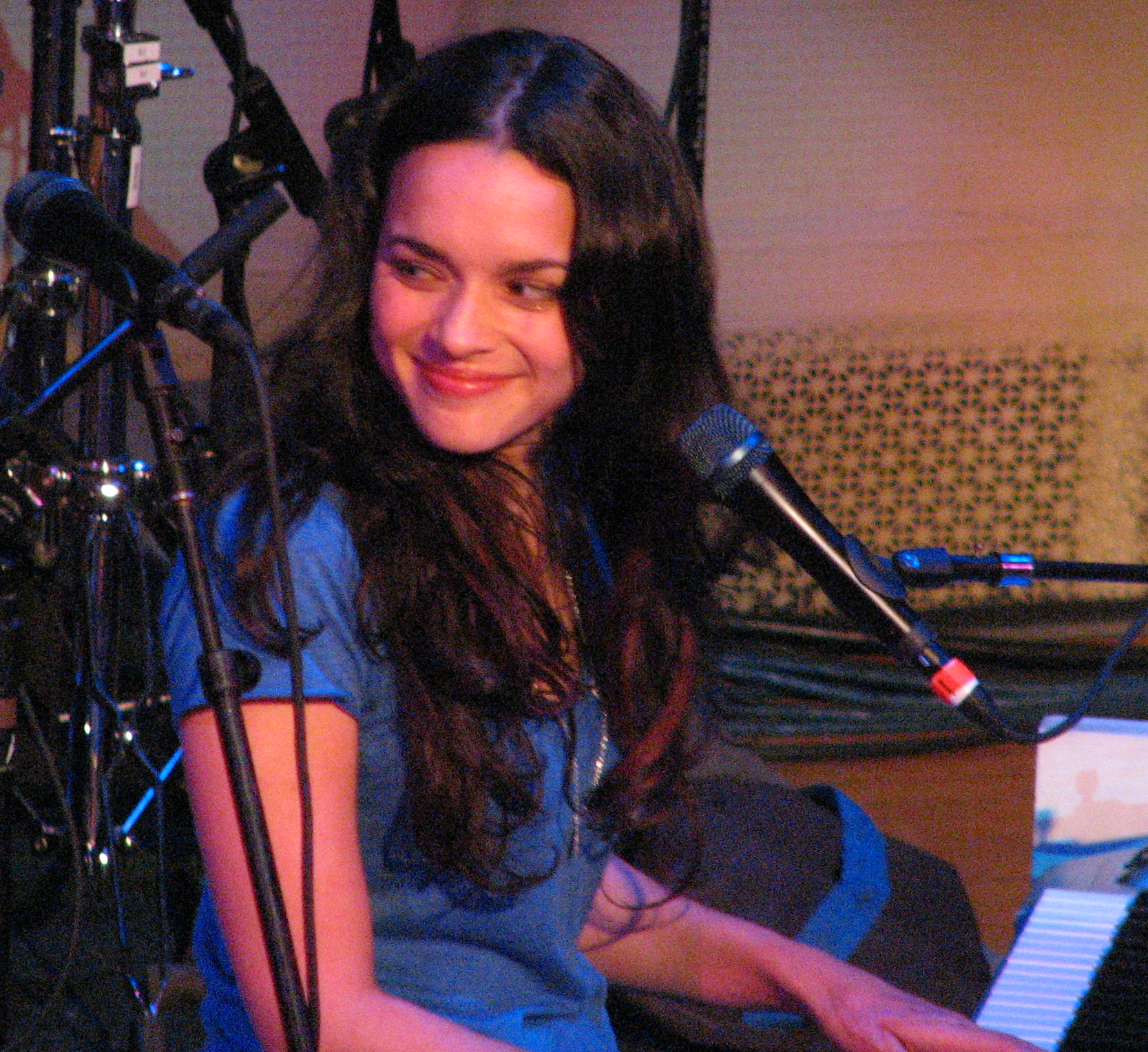
La chanteuse Norah Jones, 2007

Elle sort son troisième album solo Not Too Late en janvier 2007 et son quatrième, The Fall, le 16 novembre 2009.
En 2009, on peut la voir apparaître comme actrice secondaire au cinéma dans le long-métrage très peu médiatisé Wah do dem, de Sam Fleischner.

### Reprises et duos (années 2010)
Comme elle l'a déjà fait avec The Little Willies, en 2008 Norah Jones forme en compagnie de sa choriste Daru Oda et d'Andrew Borger un autre groupe nommé El Madmo. L'album du même nom, d'un style pop et rock, se trouve à l'opposé de ce que propose habituellement la chanteuse et restera assez confidentiel. Cependant une de ses chansons, The Best Part, sera reprise pour …Featuring Norah Jones en novembre 2010. Cet album rassemble ses meilleurs duos réalisés depuis le début de sa carrière, dans des styles très variés.
En 2011, Norah Jones interprète les trois titres Season's Trees, Black et Problem Queen sur l'album Rome de Daniele Luppi (en), Jack White et Danger Mouse. Le 20 septembre 2011, le crooner Tony Bennett sort Duets II, un album de duos comprenant le titre Speak Low co-interprété avec Norah Jones.
C'est en collaboration avec Danger Mouse que la chanteuse écrit et compose le disque Little Broken Hearts qui sort en avril 2012. La même année, elle joue son propre rôle dans la comédie à succès de Seth MacFarlane, Ted. Elle compose également un morceau pour la bande originale du film. Le 31 Décembre 2012, elle est invitée sur le single Home For Christmas de la chanteuse Cyndi Lauper.
En 2013, Norah réalise un album avec Billie Joe Armstrong le leader du groupe Green Day. Il s'agit d'une compilation de reprises faites en hommage à l'album des Everly Brothers Songs Our Daddy Taught Us sorti en 1958. Cet album nommé Foreverly a été enregistré dans un studio à Manhattan. Les artistes disent l'avoir enregistré en 9 jours. Un premier extrait de cet album à peine réalisé est disponible sur YouTube, Long Time Gone.
L'album Day Breaks, comprenant neuf nouvelles chansons et trois reprises, sort le 7 octobre 2016 avec Carry On comme premier single,. L'album marque un retour à son piano après s'être plongé dans le folk et la pop pour les deux derniers disques. Jones a déclaré que le but de ce disque était de jouer en live : « Quand vous avez de grands musiciens, il n'y a aucune raison de faire un re-recording. Cela dépouille l'âme de la musique ».
Pick Me Up Off the Floor est sorti le 12 juin 2020,. Elle déclare que ces chansons sont issues de sessions de trois jours espacées de quelques mois, d'enregistrements de singles avec des personnes différentes. Plusieurs chansons restaient en réserve à l'issue de chaque session et, en les compilant, elle a réalisé qu'elle pouvait sortir un album.

### Vie privée
Elle vit à New York.
Norah Jones a eu pendant quatre ans pour compagnon le bassiste Lee Alexander. Ils se séparent au début de l'année 2008. Lee Alexander continue de faire partie du Handsome Band, le groupe de musiciens qui accompagne la chanteuse.
Norah Jones, qui a été élevée par sa mère au Texas et qui a eu une relation compliquée avec son père, se disait plus récemment « proche de lui » ; en effet, elle avait renoué des liens avec lui et s'est aussi rapprochée de sa demi-sœur, Anoushka Shankar, joueuse de sitar de renommée internationale. Son père meurt le 11 décembre 2012 à San Diego.
Le 19 octobre 2011, au côté du groupe Coldplay, elle participe à la cérémonie en hommage à Steve Jobs qui se déroule à Cupertino, au siège d'Apple Inc.
Avec son compagnon Pete Remm, musicien, elle a deux enfants, nés en février 2014 et en 2016,.

## Discographie

### Albums studio
- 2001 : First Sessions (EP)
- 2002 : Come Away with Me
- 2004 : Feels Like Home
- 2006 : Not Too Late
- 2009 : The Fall
- 2012 : Little Broken Hearts
- 2016 : Day Breaks
- 2020 : Pick Me Up Off the Floor
- 2021 : I Dream of Christmas
- 2024 : Visions

### Albums collaboratifs
- 2003 : New York City (en collaboration avec The Peter Malick Group) (8 juillet 2003)
- 2011 : Here We Go Again: Celebrating the Genius of Ray Charles (avec Willie Nelson et Wynton Marsalis)
- 2011 : Rome (avec Danger Mouse, Daniele Luppi et Jack White)
- 2013 : Foreverly (album en duo avec Billie Joe Armstrong)

### Album live
- 2021 : ...'Til We Meet Again (compilation de titres live prestations enregistrées entre 2017 et 2019)

### Compilations
- 2010 : ...Featuring (compilation de titres enregistrés en duo ou en collaboration avec d'autres artistes entre 2001 et 2010)
- 2019 : Begin Again

### Autres participations

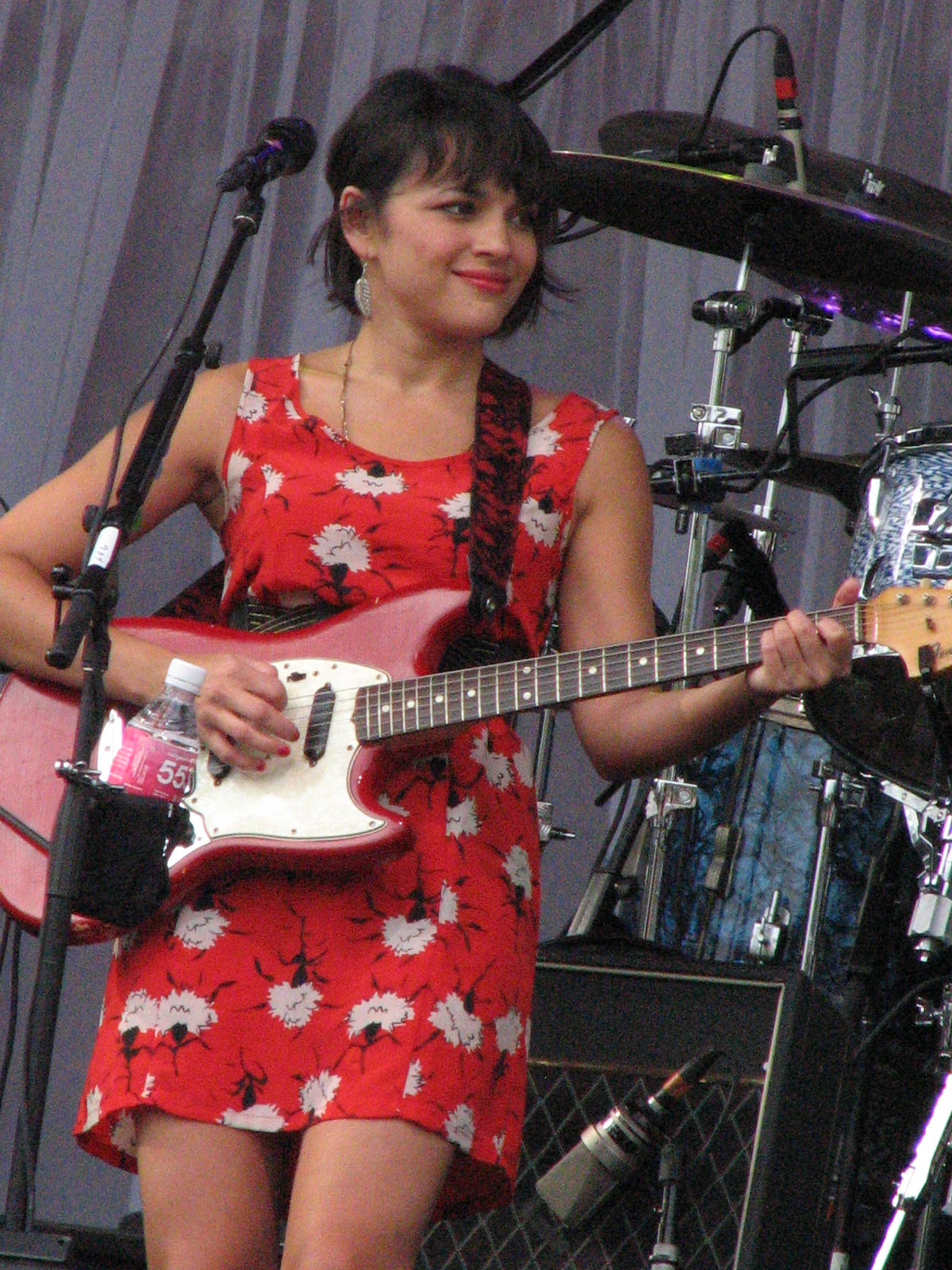
Norah Jones en concert au Parque de la Independencia, à Rosario, en Argentine, en novembre 2010.

- 2003 : The Love Below, avec Outkast, chant (duo avec André 3000) sur la chanson Take Off Your Cool (septembre 2003)
- 2005 : In Your Honor (album des Foo Fighters), chant (duo avec Dave Grohl) et piano de la chanson Virginia Moon (juin 2005)
- 2006 : The Little Willies, avec The Little Willies (7 mars 2006)
- 2006 : Peeping Tom, avec Peeping Tom (30 mai 2006)
- 2006 : Angels, Tell Me et Purple Elephants avec le groupe Wax Poetics
- 2007 : Eardrum, en duo avec Talib Kweli sur le titre Soon The New Day
- 2008 : The Renaissance, en duo avec Q-Tip sur le titre Life Is Better
- 2009 : Incredibad, en duo avec The Lonely Island sur le titre Dreamgirl
- 2010 : Write About Love, en duo avec Belle and Sebastian sur le titre Little Lou, Ugly Jack, Prophet John
- 2011 : Speak Low, sur l'album Duets II de Tony Bennett
- 2012 : For The Good Times, The Little Willies (Blue Note Records, janvier 2012)
- 2014 : Puss N Boots - No Fools, No Fun avec Catherine Popper et Sasha Dobson
- 2015 : Crosseyed Heart, album de Keith Richards, duo sur le titre Illusion
- 2020 : Puss N Boots - Sister avec Catherine Popper et Sasha Dobson

### Singles notables
- 2002 : Don't Know Why
- 2002 : Feelin' the Same Way
- 2003 : Come Away with Me
- 2004 : Turn Me On
- 2004 : Sunrise
- 2004 : What Am I to You?
- 2005 : Here We Go Again (duo avec Ray Charles)
- 2006 : Thinking About You
- 2007 : Sinkin' Soon
- 2009 : Chasing Pirates
- 2009 : It's Gonna Be
- 2012 : Happy Pills
- 2016 : Carry On
- 2020 : I'm Alive

### DVD
- 2002 : Norah Jones - Live in New Orléans
- 2004 : Norah Jones and the Handsome Band: Live in 2004
- 2008 : Norah Jones - Live from Austin, Texas

## Distinctions
Grammy Awards
- 2003 : Come Away with Me
- 2003 : meilleure chanson pop pour une artiste féminine, pour Don't Know Why
- 2003 : révélation féminine de l'année
- 2003 : album de l'année, pour Come Away with Me
- 2003 : Chanson de l'année, pour Don't Know Why
- 2004 : Victoires du jazz, Prix Midem dans la catégorie révélation internationale de l'année
- 2005 : meilleur duo de l'année, pour Here We Go Again
- 2005 : meilleure chanson pop pour une artiste féminine, pour Sunrise
- 2005 : chanson de l'année, pour Here We Go Again

## Filmographie
- 2003 : L'Amour sans préavis de Marc Lawrence : elle-même
- 2007 : My Blueberry Nights de Wong Kar-wai : Elizabeth "Lizzie"
- 2012 : Ted de Seth MacFarlane : elle-même